# Bistum Tallinn
Das Bistum Tallinn ist eine in Estland gelegene römisch-katholische Diözese mit Sitz in Tallinn.

## Geschichte
Die Apostolische Administratur Estland wurde am 1. November 1924 durch Papst Pius XI. aus Gebietsabtretungen des Erzbistums Riga errichtet.
Vom 15. August 1945 bis zum 15. April 1992 war die Jurisdiktion über die Apostolische Administratur Estland de jure unterbrochen, wobei der Heilige Stuhl dabei von einer sedisvacantia rerum politicarum causa, also einer „Sedisvakanz aus politischen Gründen“ sprach.
Von 1992 bis 2005 waren die jeweiligen Apostolischen Nuntien in Estland in Personalunion auch Apostolische Administratoren von Estland. Mit Philippe Jourdan erhielt die Administratur am 1. April 2005 erstmals wieder einen eigenen Oberhirten.
Am 26. September 2024 erhob Papst Franziskus die Apostolische Administration zum Bistum Tallinn und ernannte den bisherigen Apostolischen Administrator zu dessen erstem Diözesanbischof.

## Ordinarien

### Apostolische Administratoren von Estland
- Antonino Zecchini SJ, 1924–1931
- Eduard Profittlich SJ, 1931–1942
- Henri Werling SJ, 1941–1945, Apostolischer Administrator ad interim
- Sedisvakanz, 1945–1992
- Justo Mullor García, 1992–1997
- Erwin Josef Ender, 1997–2001
- Peter Zurbriggen, 2001–2005
- Philippe Jourdan, 2005–2024

### Bischof
- Philippe Jourdan, seit 2024